# Сергій Соколов (футболіст, 1947)
Сергій Соколов (нар. 1947) — радянський футболіст, півзахисник та нападник.

## Життєпис
У складі ЦСКА з 1966 року. В основі клубу та вищій лізі провів 3 матчі у сезоні 1967 року, коли команду очолив Всеволод Бобров. Причому в матчі із «Зорею» журналісти відзначали його швидку гру в нападі разом із Масляєвим та Полікарповим, але надалі за ЦСКА і на рівні вищої ліги не виступав. З 1968 по 1974 грав у першій та другій лізі за львівський СКА, «Кривбас», «Дніпро» та тамбовський «Ревтруд». У складі «Кривбасу» 14 жовтня 1969 року відзначився 400-м голом цієї команди у чемпіонатах СРСР (у ворота «Карпат»).